# Olendon
Olendon település Franciaországban, Calvados megyében. Lakosainak száma 186 fő (2022. január 1.). Olendon Bons-Tassilly, Épaney, Ouilly-le-Tesson, Perrières, Sassy, Soulangy és Soumont-Saint-Quentin községekkel határos.

## Népesség
A település népességének változása:
| Lakosok száma | 160  | 174  | 185  | 182  | 196  | 197  | 184  | 178  | 182  | 186  |
|               | 1968 | 1982 | 1990 | 2006 | 2013 | 2015 | 2017 | 2019 | 2020 | 2022 |